# Analmaye

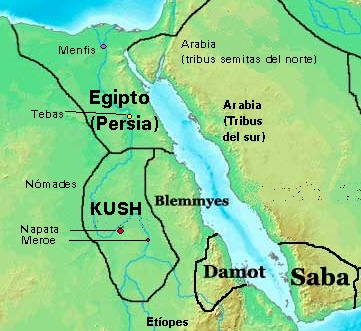
Mapa de Kush, s.VI-V a. C.

Mapa de Napata.

Analmaye fue rey de Kush (Nubia) entre los años 542 a. C. -  538 a. C. del llamado período Napata.
Otras grafías de su nombre son: Analma'aye, Anal-ma'aye, Analmaaje, Analmaaye, Nelmai, Nalmaaye.

## Biografía
Fue hijo del rey Malenaqen y la reina Tagtale. A la muerte de Malenaqen, quien reinó entre 555 y 542 a. C., le sucedió en el trono.
Tomó el nombre real de Neferkara. No se conoce el nombre de Horus, lo que es habitual en este período.
En Egipto continuaba el largo reinado de Amasis (570-526  a. C.) quien había restablecido las relaciones políticas y comerciales con Kush. Esas relaciones quedan atestiguadas por un ánfora egipcia encontrada en la misma tumba de Analmaye.
No hay mayores detalles de su reinado, probablemente pacífico. Continuó reinando desde Meroe y Napata. Analmaye murió en 538 a. C. y le sucedió su hijo Amani-nataki-lebte. 
Fue enterrado en la necrópolis de Nuri. Su pirámide es la clasificada como N.º 18.

### Imágenes
- Piedras usadas en la construcción de la pirámide, Museo of Fine Arts, Boston (enlace roto disponible en Internet Archive; véase el historial, la primera versión y la última).

| Predecesor: (Período Napata) - Malenaqen | Rey de Kush Período Napata | Sucesor: Amani-nataki-lebte - (Período Napata) |

- Datos: Q326400